# ゴドフロワ・シャルル・アンリ・ド・ラ・トゥール・ドーヴェルニュ
ゴドフロワ・シャルル・アンリ・ド・ラ・トゥール・ドーヴェルニュ（Godefroy-Charles-Henri de La Tour d'Auvergne, 1728年1月26日 パリ - 1792年12月3日 ナヴァール城、エヴルー）は、ブルボン朝末期フランスの貴族・廷臣。ブイヨン公爵。1747年から1775年までの長きにわたり、フランス王室侍従長の職にあった。

## 生涯
ブイヨン公シャルル・ゴドフロワとマリー・シャルロット・ソビェスカの間の長男。1743年11月27日、マルサン伯シャルル＝ルイの娘ルイーズ＝アンリエット＝ガブリエル・ド・ロレーヌと結婚。最初の妻と死別後、マリー・フランソワーズ・アンリエット・ド・バナストル（1775年 - 1816年）と再婚している。
七年戦争に従軍して戦功を立て、1748年陸軍少将に昇進。1775年ルイ16世のランスでの戴冠式には王室侍従長として参加した。素行は芳しくなく、オペラ歌手の愛人に入れ込んで3か月で100万リーヴル近くを濫費し、家産を傾けた。1775年侍従長を辞職した際、後任には息子ではなく甥のゲメネ公アンリが選ばれたが、これはゲメネ公が王妃マリー・アントワネットのお気に入りだったためである。1777年、王立彫刻・絵画アカデミー総裁に任命された。

## 子女
最初の妻との間に4子があった。
- ジャック・レオポール・シャルル・ゴドフロワ（1746年 - 1802年） - ブイヨン公
- シャルル・ルイ・ゴドフロワ（1749年 - 1767年） - オーヴェルニュ公
- ルイ・アンリ（1753年） - アルブレ公
- 女児（1756年、死産）

## 引用・脚注
1. ↑  ジャン＝クリスチャン・プティフィス著、小倉孝誠監修『ルイ十六世（上）』中央公論新社、2008年、P245．
2. ↑  アントニア・フレイザー著、野中邦子訳『マリー・アントワネット（上）』早川書房、2006年、P402。